# Barcelos (Brasile)
Barcelos è un comune del Brasile nello Stato dell'Amazonas, parte della mesoregione di Norte Amazonense e della microregione di Rio Negro.
Con una superficie di 122 476,123 km², è il secondo comune brasiliano e il primo dello Stato di Amazonas per estensione.